# الحزب الديمقراطي الألباني
الحزب الديمقراطي الألباني (بالألبانية: Partia Demokratike e Shqipërisë ‏) هو حزب سياسي ألباني، أسس في 12 ديسمبر 1990، يقع مقره في تيرانا، وقد تم تأسيسه بواسطة صالح بريشا، وقد بلغ عدد أعضائه 34,892 في 1991.

## أعضاء بارزون
- كود سباركل
- تحديث القائمة

- صالح بريشا (1991 - )
- بامير توبي
- بوجار نيشاني
- ألفريد مويسيو
- جوزيفينا توبالي
- Aleksandër Meksi
- لولزيم باشا
- Pjetër Arbnori
- مثيلا دودا
- Kastriot Islami